# 高嵩 (北魏)
高嵩（?—?），字昆仑，中国北魏末年官员。辽东郡新昌县（今辽宁省海城市东北）人。
曾祖高策，北燕冯跋散骑常侍、新昌侯。祖父高育，北燕冯弘建德令。归北魏任建忠将军、齐郡建德二郡太守，赐爵肥如子。父高玄起，官至武邑郡太守，居勃海郡莜县。高嵩是高玄起的长子，官至魏郡太守。其子长水校尉高良贤、高侯。其弟高道悦、高双、高观。